# Mariëtteklokje
Het mariëtteklokje (Campanula medium) is een tweejarige, kruidachtige plant uit de klokjesfamilie (Campanulaceae). In Midden-Europa is het een van de meest voorkomende soorten uit zijn geslacht.
De plant wordt ongeveer 70 cm hoog. De grote klokjesvormige bloemen staan dicht aan de steel en bedekken een groot deel van de plant.
In het eerste jaar vormt de plant een bladrozet, in het tweede jaar groeit hieruit de stengel met de bloemen. De bloeitijd loopt van mei tot juli.

## Voorkomen
De plant komt van oorsprong voor in Italië en het zuidoosten van Frankrijk. Heden ten dage komt de plant in grote delen van Midden- en Zuid-Europa algemeen voor. In België en Nederland komt de plant als adventiefsoort voor. De plant geeft de voorkeur aan een voedingsrijke bodem.

## Cultivars
- Campanula medium 'Alba'
- Campanula medium 'Bells of Holland'
- Campanula medium 'Caerulea'
- Campanula medium 'Calycanthema'
- Campanula medium 'Champion Blue (donkerblauwe bloemen)
- Campanula medium 'Champion lavender' (lichtblauwe bloemen)
- Campanula medium 'Champion Pink' (roze bloemen)
- Campanula medium 'Chelsea Pink' (roze bloemen)
- Campanula medium 'Muse Rose'
- Campanula medium 'Rosea'
- Campanula medium 'Russian Pink'

Economisch is deze soort niet onbelangrijk door haar populariteit onder tuinliefhebbers en de kweek als snijbloem. Er is dan ook relatief veel onderzoek naar groeibevorderende maatregelen geweest. Zo is er een onderzoek door J.S. Song, C.S. Bang, Y.D. Chang, H.T. Jang, J.S. Lee over de invloed van temperatuur, licht en voedingsstoffen op de groei van Campanula medium F1 hybriden, 'Champion Blue' en 'Champion Pink'.
Een aantal van deze cultivars kunnen problemen hebben met botrytis.